# Bombardowanie Szafuzy
Bombardowanie Szafuzy – amerykański nalot przeprowadzony 1 kwietnia 1944 roku, podczas którego omyłkowo zbombardowano szwajcarskie miasto Szafuza, jeden z kilku nalotów na Szwajcarię.
Zbiórkę urządzono pilotom o godzinie 4:45, start odbył się o 6:45. Zaplanowanym celem nalotu kilkuset samolotów amerykańskiej 8 Armii Powietrznej były zakłady chemiczne w Ludwigshafen. Przyczyną zbombardowania Szafuzy była zła pogoda nad Francją, w tym zachmurzenie oraz niespodziewany północno-zachodni wiatr, które spowodowały rozerwanie formacji na trzy części. Grupy bombowców rozdzieliły się przed Strasburgiem i zamiast Ludwigshafen am Rhein zbombardowały Strasburg, Pforzheim i Szafuzę.
B-24 „Liberator” prowadzący 392. grupę bombową odnotował awarię radaru, ale jego pilot zdecydował się kontynuować misję, w efekcie prowadzone przez niego samoloty zboczyły z kursu o prawie 120 mil w kierunku południowo-zachodnim. Piloci wykorzystali lukę w chmurach, by wykryć duże miasto na wschodnim brzegu Renu, jednak dziura w zachmurzeniu była zbyt mała, by dokonać szczegółowej identyfikacji. Nalotu dokonało 15 lub 22 „Liberatorów” z 392. grupy bombowej, które zrzuciły na miasto 1184 bomb o wagomiarze 100 funtów. Po zakończeniu nalotu pilot prowadzący grupę i nawigator spierali się o to, jakie miasto zbombardowali. Ostatecznie uznali miasto za niemiecki Fryburg. Samoloty wylądowały w bazie o 14:45.
W wyniku bombardowania zginęło 40 osób, ponad 100 było rannych, 428 zostało pozbawionych dachu nad głową, a 67 budynków uległo zniszczeniu, w tym dworzec kolejowy, siedziba władz municypalnych, Muzeum Historii Naturalnej oraz Muzeum Allerheiligen. Nalot na Szafuzę jest najpoważniejszym z 15 dokonanych na terytorium Szwajcarii w czasie II wojny światowej.
Rząd USA wystosował wobec Szwajcarii formalne przeprosiny i wypłacił Szwajcarii milion dolarów odszkodowania, a w październiku przekazał kolejne 3 miliony. Nawigator samolotu prowadzącego 392. grupę bombową, kpt. C. H. Koch, otrzymał naganę i już nigdy nie powierzono mu zadania prowadzenia formacji powietrznej.
Pod koniec wojny władze Szwajcarii ostrzegły aliantów, że będą egzekwować nienaruszalność swojej przestrzeni powietrznej. Już 13 kwietnia Szwajcarzy zestrzelili amerykański bombowiec, zginęło wówczas sześciu członków jego załogi, choć Amerykanie odpowiadali na szwajcarskie sygnały i obniżali pułap lotu. 24 kwietnia grupa bombowców przeleciała w rejonie Szafuzy. 12 uszkodzonych maszyn wylądowało w Szwajcarii, jeden rozbił się pod Baltenswil, jeden został zestrzelony przez Szwajcarów w rejonie Greifensee, dwa zmuszone do lądowania w Dübendorfie, a dwa kolejne lądowały awaryjnie. Owe incydenty wywołały protesty amerykańskiej dyplomacji.